# 178113 Benjamindilday
178113 Benjamindilday este un asteroid din centura principală de asteroizi.

## Descriere
178113 Benjamindilday este un asteroid din centura principală de asteroizi. A fost descoperit pe 27 septembrie 2006 la Apache Point de Andrew C. Becker. Asteroidul prezintă o orbită caracterizată de o semiaxă mare de 3,13 ua, o excentricitate de 0,03 și o înclinație de 14,8° în raport cu ecliptica.